# ماغي روش
ماغي روش (بالإنجليزية: Margaret Roche)‏ هي ملحنة ومغنية أمريكية، ولدت في 26 أكتوبر 1951 في بارك ريدج في الولايات المتحدة، وتوفيت في 22 يناير 2017.

## روابط خارجية
- ماغي روش على موقع IMDb (الإنجليزية)
- ماغي روش على موقع ميوزك برينز (الإنجليزية)
- ماغي روش على موقع ديسكوغز (الإنجليزية)